# Donat Ertel
Donat Ertel (Aschau im Chiemgau, 22 de febrero de 1948) es un deportista alemán que compitió para la RFA en bobsleigh en las modalidades doble y cuádruple. Ganó tres medallas en el Campeonato Europeo de Bobsleigh, en los años 1971 y 1976.

## Palmarés internacional
| Campeonato Europeo | Campeonato Europeo   | Campeonato Europeo | Campeonato Europeo |
| Año                | Lugar                | Medalla            | Prueba             |
| ------------------ | -------------------- | ------------------ | ------------------ |
| 1971               | Königssee (RFA)      | Medalla de bronce  | Cuádruple          |
| 1976               | Sankt Moritz (Suiza) | Medalla de oro     | Cuádruple          |
| 1976               | Sankt Moritz (Suiza) | Medalla de plata   | Doble              |